# Бабиков, Иван Сергеевич
Иван Сергеевич Бабиков (род. 4 июля 1980, Кожва, Коми АССР) — российский и канадский лыжник, член олимпийской сборной России по лыжным гонкам на Олимпиаде в Турине, член олимпийской сборной команды Канады на Олимпиаде в Ванкувере и Олимпиаде 2014 в Сочи. Победитель этапа Кубка мира в Давосе в эстафетной гонке 4×10 км, а также этапов Тур де Ски.
С 2003 по 2006 год в активе Ивана Бабикова 33 индивидуальных победы в гонках на дистанциях 50 км и менее. На Олимпиаде 2006 в Турине занял 13-е место в гонке преследования 15+15 км.

## Биография
Живёт в Канаде с 2003 года и принял гражданство Канады в декабре 2007 года, однако, в соответствии с правилами Международной Федерации Лыжного Спорта, должен был выступать за Россию до конца 2008 года. Тем не менее, последний раз он был включён в сборную России на чемпионате мира 2007 года в Саппоро (Япония). С января 2009 года Бабиков официально выступает за Канаду.
На Олимпиаде 2010 в Ванкувере (Канада) он показал пятый результат в скиатлоне и седьмой результат в составе сборной Канады в эстафете 4х10 км.
Живёт в Кэнморe (Альберта), женат, двое сыновей.